# 클레네트
클레네트(스웨덴어: klenät, 복수: klenäter 클레네테르[*]), 클라이네(덴마크어: klejne, 복수: klejner 클라이네르[*]), 클레이나(아이슬란드어: kleina, 복수: kleinur 클레이뉘르), 또는 파티그만(노르웨이어: fattigmann, 복수: fattigmenn 파티그멘[*])은 북유럽의 크리스마스 음식이다. 달걀 노른자, 설탕, 마가린 또는 버터를 넣어 만든 밀가루 반죽을 기름에 튀겨 만든다.
노르웨이의 파티그만은 보통 계피, 카다멈, 브랜디를 넣어 만들며, 아이슬란드의 클레이나는 전통적으로 탤로(양기름)에 튀기는 등, 조리법에 지역차가 있다. 스웨덴에서는 브렌빈이나 코냑을 넣어 만들기도 한다. 그 외에 레몬 즙이나 아세트산 용액을 추가로 넣기도 하며, 퍼프 페이스트리 반죽을 쓰기도 한다.

## 사진

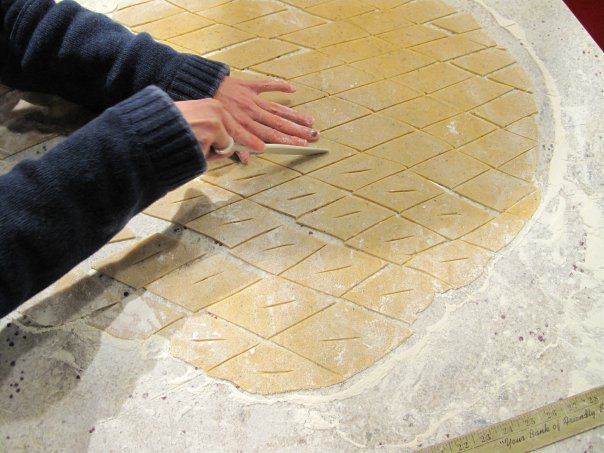
반죽 자르기
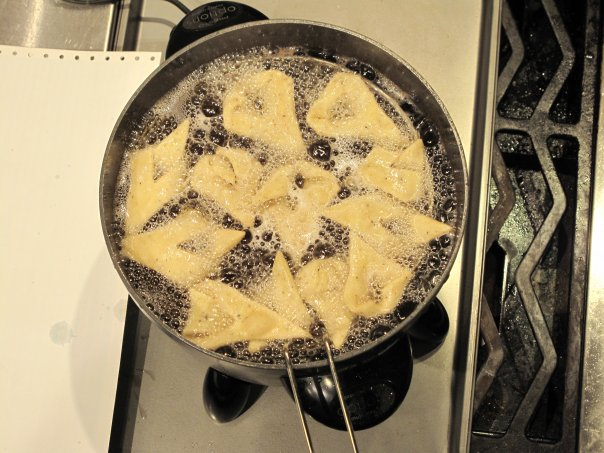
튀기기

## 같이 보기
- 오레예트
- 친 친
- 페스티뇨
- 필료